# Welf Reinhart
Jonas Welf Reinhart (* 30. Januar 1995 in Marktheidenfeld) ist ein deutscher Filmregisseur und Drehbuchautor.

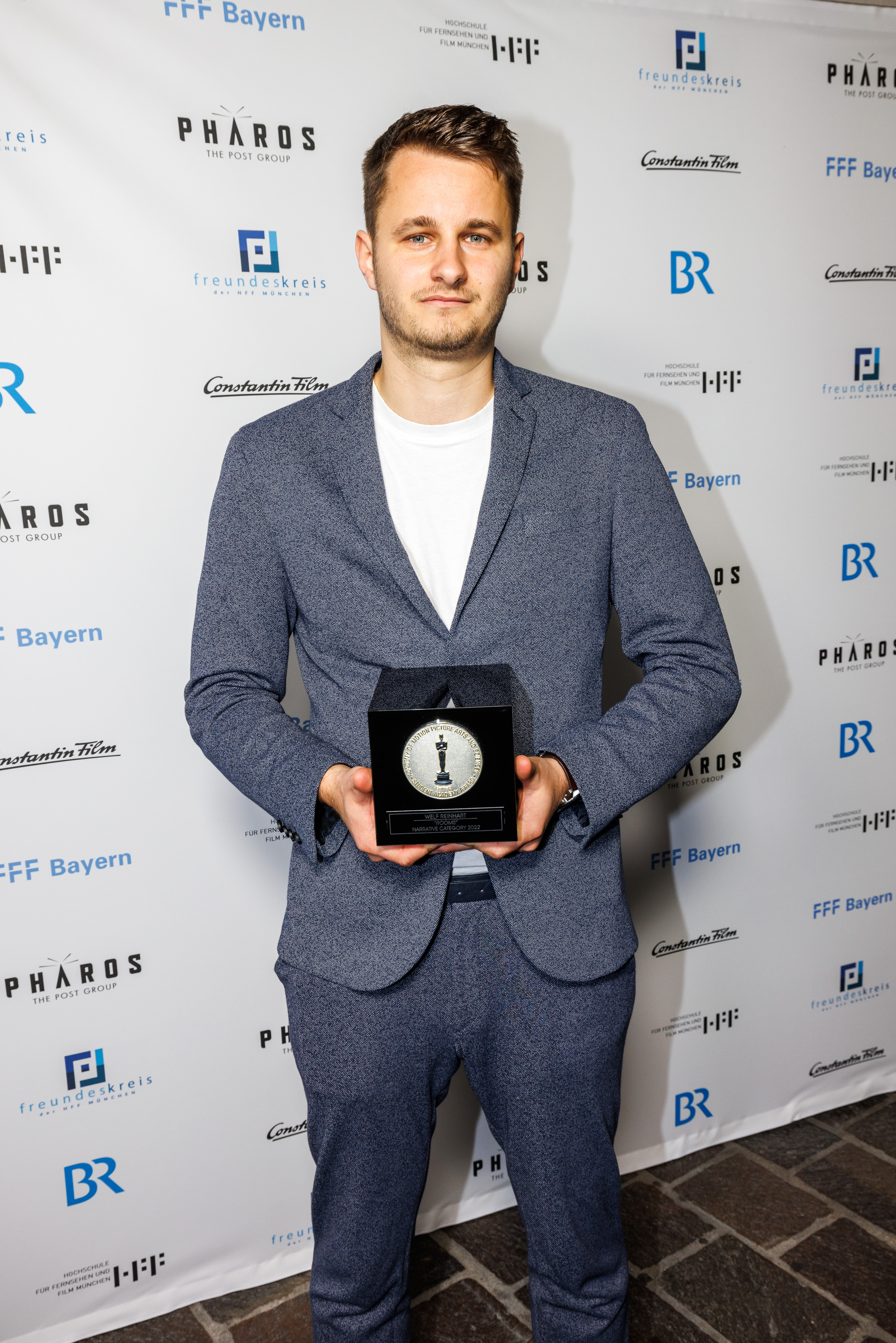
Welf Reinhart bei der Oscarfeier der HFF München.

## Leben
Welf Reinhart studierte von 2015 bis 2017 in der Abteilung Film und Fernsehen der Kunsthochschule Kassel Visuelle Kommunikation und danach ab 2017 Spielfilmregie an der Hochschule für Fernsehen und Film München (HFF). Seine Professoren waren unter anderem Michaela Kezele, Julia von Heinz, Marcus H. Rosenmüller und Andreas Gruber. Während seines Studiums war er Stipendiat des Begabtenförderungswerks. 2020 gründete er mit seinem Kommilitonen Louis Merki eine Produktionsfirma.
Reinharts Kurzfilm Eigenheim, eine Koproduktion mit dem Bayerischen Rundfunk ist nach der Fernsehausstrahlung am 29. September 2022 im Rahmen der Kurzfilmnacht des BR Fernsehens in der ARD Mediathek und der BR Mediathek Online bis zum 28. Dezember 2022 verfügbar. Eigenheim lief auf nationalen und internationalen Filmfestivals, beispielsweise beim 34. Filmfest Dresden 2022 und  bei den 20. Flensburger Kurzfilmtagen 2022, wodurch er sich für die Einreichung zu Student Academy Awards qualifizierte. Der Film wurde schließlich am 20. Oktober 2022 durch die Academy of Motion Picture Arts and Sciences in Los Angeles mit dem Studenten-Oscar in Silber ausgezeichnet. Die Auszeichnung gilt als weltweit wichtigster Nachwuchspreis für Filmemacher und qualifiziert für eine mögliche Nominierung der 95. Oscars als Best Live Action Short.

## Filmografie
- 2017: Angst Vor (Regie & Autor, Kurzfilm)
- 2018: A Bierle in da Sun (Regie & Co-Autor, Kurzfilm)
- 2021: Eigenheim (Regie & Co-Autor, Kurzfilm)
- 2022: Treasures (Regie & Co-Autor, Kurzfilm)

## Auszeichnung
- 2022: Student Academy Award (Studenten-Oscar) in Silber